# غده چوبی

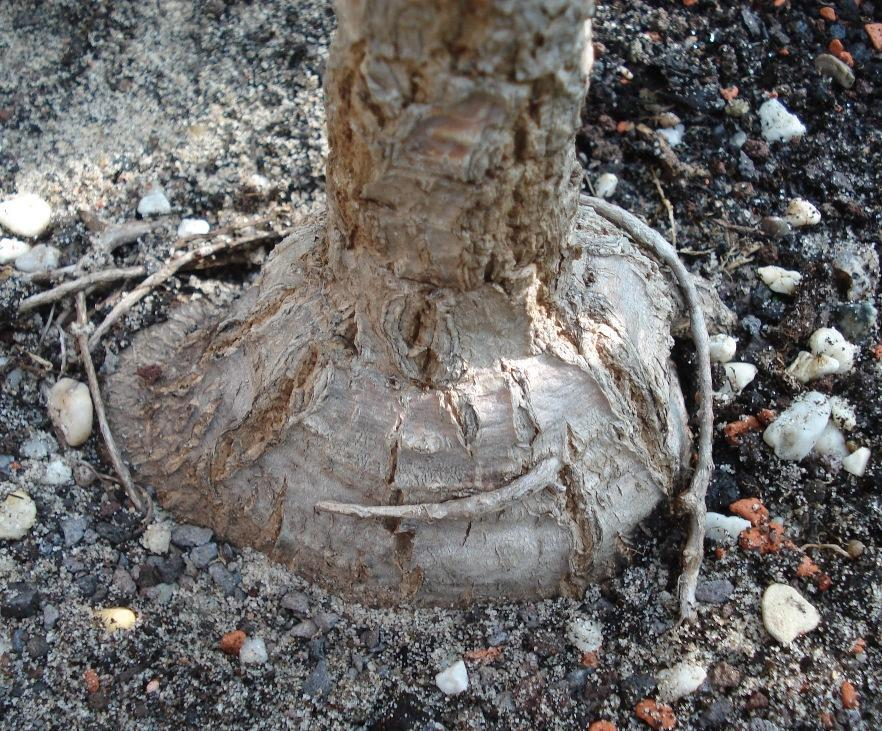
غده چوبی درخت Cussonia paniculata.

غده چوبی یا غده لیگینی (انگلیسی: Lignotuber) مخزنی از مواد غذایی و آب در پای برخی درختان و گیاهان دیگر جهت تجدید حیات در مقابل عوامل مخرب به ویژه خشکسالی و آتش‌سوزی است. غده چوبی یک برجستگی چوبی تاج ریشه برخی از گیاهان است که برای حفاظت علیه نابودی ساقه گیاه، ازجمله در پی وقوع آتش‌سوزی، کاربرد دارد.
بسیاری از گیاهان وابسته به خانواده‌های گوناگون اندام‌های محافظ زیرزمینی به وجود آورده‌اند. این اندام‌ها گیاهان منفرد را قادر می‌سازد تا به هنگام از بین رفتن بخش هوایی در اثر چریدن یا آتش‌سوزی و سایر پیشامدها جست‌های جدید تولید کنند. بیشتر اکالیپتوس‌ها دارای یک این اندام محافظ یعنی غده چوبی هستند.
غده‌های لیگنینی در مرحله اولیه تولید نهال‌ها به صورت برجستگی‌هایی در داخل گوشه میان برگچه‌ها و گاهی میان چند جفت برگ اولیه نهال تشکیل می‌شوند. این برجستگی‌ها در اطراف ساقه به هم می‌پیوندند و در امتداد یقه به سمت پایین تا می‌شود و به صورت کلی یا جزئی در داخل خاک پنهان می‌شوند. این غده‌ها دارای استعداد بالقوه تولید فراوان جست‌های برگ‌دار هنگامی که بخش هوایی از بین می‌رود هستند.
بنابراین غدد چوبی به عنوان ساختارهای ساقه‌ای دارای زمین‌گرایی (ژئوتروپیسم) مثبت قلمداد می‌شوند. آنها همچنین اندام‌های ذخیره‌کننده‌ای هستند که در درون خود مواد غذایی را جمع می‌کنند. هنگامی که قسمت هوایی نهال جوان به صورت تصادفی از بین می‌رود، مواد غذایی ذخیره شده در غده لیگنینی موجب تولید جست‌های تازه می‌گردد که معمولاً نیرومندتر از جست‌های قبلی هستند. جست‌ها بلندتر رشد می‌کنند و موجب ذخیره تازه‌ای از مواد غذایی می‌شوند.